# 루디 푈러
루돌프 "루디" 푈러(독일어: Rudolf "Rudi" Völler, 1960년 4월 13일 ~ )는 독일의 축구 선수 출신 축구 감독이다. 현재 독일 축구 국가대표팀의 단장이다.
현역 시절 포지션은 포워드였다. 1986년 FIFA 월드컵, 1990년 FIFA 월드컵에 서독 국가대표팀으로 참가해서 각각 준우승, 우승이라는 업적을 쌓았고, 2002년 FIFA 월드컵 당시에는 독일 국가대표팀 감독으로 준우승을 거뒀다.
현역 시절 "케테 아주머니"(독일어: Tante Käthe 탄테 케테[*])라는 별명으로 불리기도 했다.

## 구단 경력
푈러는 1982년에 분데스리가의 SV 베르더 브레멘 일원이 됐고 같은 해에 독일 축구 국가대표팀 경기에 데뷔했다. 그는 성공적인 시즌을 보내며 득점왕이 됐고 해외 명문 팀들의 관심을 받던 그는 1987년에 AS 로마로 이적했고 그는 그곳에서도 주전으로 맹활약하며 '일 테데스코 볼란테'(il tedesco volante, '날아다니는 독일인') 로 명명됐다. 그는 1991년에 코파 이탈리아 우승을 거뒀고 몇 차례 클럽 내 최다 득점자로 이름을 올렸다.
1992년에 AS 로마는 푈러를 올랭피크 마르세유로 이적시켰는데, 그는 마르세유에서 장피에르 파팽의 대체자로 기대를 받았다. 푈러를 이적시킴에 따라 AS 로마는 클라우디오 카니히아를 팀의 3번째 해외 선수로 추가할 수 있었고 이 협상으로 양쪽이 모두 만족하는 결과를 얻었다. 그는 이곳에서의 첫 시즌을 큰 업적으로 달성했는데 팀은 UEFA 챔피언스리그 1992-93에서 우승을 했다. 푈러는 결승전에서 선발로 출전해서 78분 동안 활약했다. 올랭피크 마르세유는 이후 뇌물 수수 스캔들에 휩쓸렸고 1993년의 프랑스 리그 1 우승 타이틀을 박탈당했다. 그리고 뒤에 이어 1994년에 마르세유는 준우승을 했음에도 불구하고 스캔들에 대한 중징계가 내려져 강등당했다. 푈러는 올랭피크 마르세유에서 24골을 터뜨렸지만 클럽이 강등돼 떠나고 말았다. 그는 독일로 복귀해 1994년에 바이엘 04 레버쿠젠의 일원이 됐고 1996년에 은퇴할 때까지 이곳에서 활약했다. 이후 그는 감독직에 입문했다.

## 국가대표 경력
루디 푈러는 A매치 경기에서 통산 90번 출장해 47골을 터뜨렸는데 이 중에서 8골을 FIFA 월드컵 본선에서 기록했다. 그는 1990년 FIFA 월드컵의 우승 주역으로 활약했다. 그는 이 대회에서 4-1로 승리한 유고슬라비아전과 5-1로 승리한 아랍에미리트전에서 각각 1골, 2골을 득점, 총 3골을 득점했다. 그러나 네덜란드와의 16강전에서 푈러는 프랑크 레이카르트와 동시에 퇴장당했다. 그는 준결승전에 복귀했고 결승전에도 출전했다. 그는 결승전에서 아르헨티나 수비수에 의해 페널티 에어리어에서 걸려 넘어지며 페널티 킥을 유도했다. 그가 얻어낸 페널티 킥을 안드레아스 브레메가 결승골을 터뜨렸고 경기는 서독의 1-0 승리로 우승하게 됐다.
불미스러운 네덜란드와의 16강전에서 네덜란드 주전으로 나선 프랑크 레이카르트는 푈러에 거친 태클로 경고를 받았다. 레이카르트는 프리킥 방어를 위한 위치를 잡는 과정에서 푈러의 머리에 침을 뱉었다. 푈러는 주심에게 항의했으나 경고를 받았다. 이 프리 킥 때 푈러는 네덜란드 골키퍼 한스 판 브뢰켈런을 피하기 위해 다이빙을 했고 판 브뢰켈런은 그가 페널티를 유도했다고 판단했다. 판 브뢰켈런은 광분했고 레이카르트는 다시 푈러의 귀를 비틀고 발을 밟으며 신경전을 벌였다. 그 결과 푈러와 레이카르트는 동시에 퇴장당했는데 이때 레이카르트는 그라운드에서 퇴장하기 전에 다시 푈러의 머리에 침을 뱉었고 터치 라인에서도 이를 반복했다고 주장되기도 했다. 레이카르트는 나중에 그의 잘못을 인정했다. "나는 그때 잘못된 행동을 했다. 모욕하겠다는 뜻은 없었다. 나는 레이카르트에 대해 존경했다. 허나 나는 레드 카드를 본 뒤 광분했다. 나는 경기 이후에 그에게 사과하겠다고 말했다. 그가 사과를 받아들인 것이 다행이라고 생각한다. 나는 지금 그에 대해 악감정이 없다. 우리는 몇 년 후에 같이 CF를 촬영하기도 했다."라고 인터뷰에서 밝혔다.
푈러는 UEFA 유로 1984에도 활약하였고, 루마니아를 상대로 2골을 득점함에 따라 서독의 2-1의 승리로 종료됐다. 그러나 이어지는 스페인과의 경기에서 비기기만 하여도 준결승에 진출할 수 있었지만 패하는 바람에 조별리그에서 탈락했다.
1986년 FIFA 월드컵에서 루디 푈러는 2-1로 승리한 스코틀랜드와의 조별 리그 E조 경기에서 1-1 동점골을 득점했다. 이후 그는 프랑스와의 준결승전에서 막판에 쐐기골을 터뜨려 2-0 승리에 일조했고 아르헨티나와의 결승전에서는 80분경에 2-2 동점골을 거뒀다. 서독은 0-2 상황에서 2-2까지 추격했으나, 최종적으로 3-2로 석패했다. 푈러는 현재까지 월드컵 결승전에서 교체 투입돼 득점을 기록한 3번째 선수이자 마지막 선수로 기록됐다. 그가 이를 달성하기 전에 딕 나닝아가 1978년에, 알레산드로 알토벨리가 1982년에 달성했다.
서독은 UEFA 유로 1988에 개최국 자격으로 참가하였고, 푈러는 스페인과의 경기에서 2골을 득점하며 2-0으로 승리했으나 이 대회 우승 팀인 네덜란드와의 준결승전에서 패했다.
푈러는 UEFA 유로 1992에도 참가했으나, 독립국가연합과의 조별 리그 첫 경기에서 부상을 당해 남은 경기에 출전하지 못하는 비운을 겪었다.
1994년 FIFA 월드컵에서 푈러는 주전 경쟁에서 밀리며 조별리그 3경기를 모두 벤치에서 시작하였다. 당시 주전으로 출전한 위르겐 클린스만과 카를하인츠 리들레는 이 세 조별 리그 경기에서 5골을 합작했다. 그 와중에 같은 3경기에서 푈러는 1번 교체 출전하는데 그쳤다. 그는 벨기에와의 16강전도 벤치에서 시작했고 2골을 득점하며 3-2 승리에 일조했다.

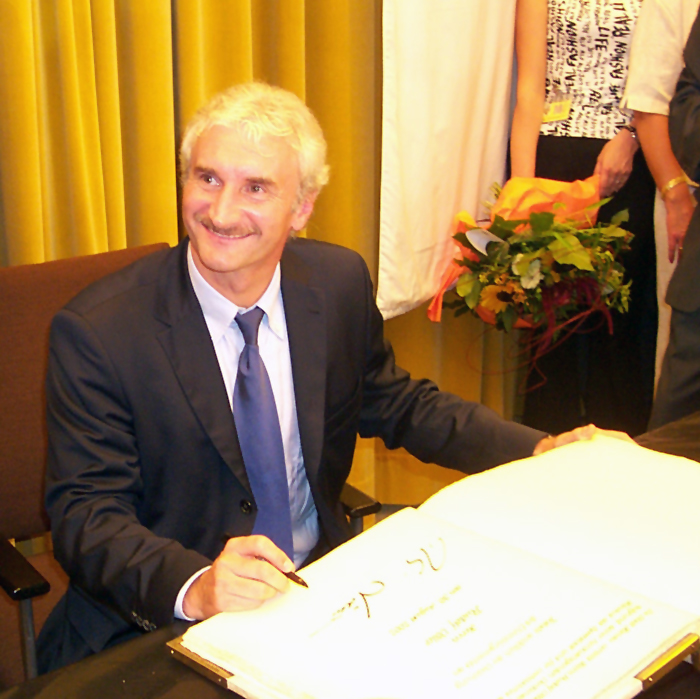
자신의 고향 하나우의 책에 서명을 하는 푈러

## 감독 경력
에리히 리베크 감독 하에 UEFA 유로 2000에서 실망스러운 성적을 보인 독일 국가대표팀은 라이선스를 가지지 못한 루디 푈러를 새 감독으로 내정했다. 이에 푈러는 지도자 자격을 취득하고 감독으로 나서기 시작했는데, 홈 경기에서 잉글랜드에게 5-1로 대패를 당한 것을 제외하고 2002년 FIFA 월드컵 결승전에 올라 브라질에 패하기까지 독일은 단 한 차례도 패하지 않고 선제골조차 허용하지 않는 놀라운 모습을 보였다. 그러나 UEFA 유로 2004에서는 조별 예선부터 무기력한 경기력을 보이며 독일이 탈락하자, 결국 그는 국가대표팀 감독직에서 사퇴하고 위르겐 클린스만에게 넘겼다.
독일 축구 국가대표팀에서 사임한 직후 AS 로마의 새 감독으로 내정됐지만, 실망스러운 경기력으로 한 달 만에 사퇴했다. 이후에는 바이어 04 레버쿠젠의 감독 대행을 잠시 맡은 것, 독일 축구 국가대표팀의 단장을 맡은 직후 감독 대행으로 1경기를 지휘한 것 외에는 지도자로는 나서지 않고 있다.
이와 별개로 국가대표팀을 맡았을 때 어린 인재 발굴에 있어서 독보적인 능력을 가진 루디 푈러는 2002년 FIFA 월드컵 당시 독일 축구협회를 비롯해 많은 독일 사람들이 게르만 혈통의 인종이 아닌 폴란드계 혼혈 출신인 미로슬라프 클로제를 엔트리에 포함시키는 것을 반대했지만 푈러는 혼자 우겨서 기어이 클로제를 독일의 엔트리에 포함시켰다. 그런데 클로제가 2002년 FIFA 월드컵을 기점으로 해서 2014년 FIFA 월드컵까지 연달아 맹활약했고 또한 클로제의 활약으로 독일은 월드컵 4개 대회 연속 준결승에 진출하는 기록을 세운 데다가 자신의 마지막 월드컵 대회에서는 기어이 우승컵을 들어 올렸다. 클로제의 맹활약으로 독일 축구협회에서는 오히려 제 2의 클로제를 발굴하려고 혈안이 됐고 그 결과 터키계 부모를 두고 있는 외질 등의 인재를 발굴했다. 푈러는 자기 혼자 클로제를 독일 축구 국가대표팀의 엔트리에 등록하는 것을 강력하게 고집하면서 하는 말이 "흰 고양이든 검은 고양이든 쥐만 잘 잡으면 된다"였다. 그리고 이러한 푈러의 선택은 전설이 또 다른 전설을 만들어내는 결과를 도출했다. 푈러가 발굴한 클로제는 2002년 FIFA 월드컵, 2006년 FIFA 월드컵, 2010년 FIFA 월드컵, 2014년 FIFA 월드컵에 독일 축구 국가대표팀으로 출전했다. 클로제는 매번 출전하는 월드컵마다 최소 2골, 평균 4골을 기록한 끝에 무려 통산 16골을 터뜨리며 호나우두를 밀어내고 역대 월드컵 개인 최다 득점왕으로 기록됐다.
2023년 9월 9일 볼프스부르크에서 열린 일본과의 A매치에서 독일이 1:4로 패한 참사의 여파로 9월 10일에 한지 플리크 감독이 경질되고, 후임 감독인 율리안 나겔스만이 선임되기 전까지 독일 축구 국가대표팀의 감독 대행을 잠시 맡아 이후 도르트문트에서 열린 프랑스전 1경기를 지휘했다.

## 프런트 경력
은퇴 후에는 곧바로 지도자로 전향하지 않고, 바이어 04 레버쿠젠의 기술고문을 맡았다. 이 때문에 지도자 자격도 곧바로 취득하지 않았다가, 독일 국가대표 감독으로 선임된 후 취득했다.
2005년부터 바이어 04 레버쿠젠의 단장을 맡아 2022년까지 재임했다.
2022년 지몬 롤페스에게 바이어 04 레버쿠젠의 단장을 넘긴 후 잠시 야인으로 있다가, 2022년 FIFA 월드컵에서 졸전 끝에 2연속 조별예선 탈락의 수모를 당하며 전격 경질된 올리버 비어호프의 후임으로 2023년 1월 19일 독일 축구 국가대표팀의 단장으로 선임됐다.

## 개인사
차범근과 친분이 있는 것으로 알려져 있다.

## 수상

### 선수

#### AS 로마
- 코파 이탈리아: 우승 (1990-91)
- UEFA컵: 준우승(1990-91)

#### 올랭피크 드 마르세유
- UEFA 챔피언스리그: 우승 (1992-93)

#### 독일
- UEFA 유로 : 준우승 (1992)
- FIFA 월드컵 : 우승 (1990), 준우승 (1986)

### 감독

#### 독일
- FIFA 월드컵 : 준우승 (2002)

### 개인
- 분데스리가 득점왕 : 1982-83
- 2. 분데스리가 득점왕 : 1981-82
- UEFA컵 득점왕 : 1990-91
- UEFA 유로 대회 베스트 : 1984
- UEFA U-21 유로 대회 MVP : 1982
- 코파 이탈리아 득점왕 : 1990-91
- 브레멘 올해의 스포츠인 : 1982, 1986
- 독일 축구 올해의 선수 : 1983
- 독일 축구 올해의 남성 : 2000
- 키커 분데스리가 올해의 팀[2] : 1982–83, 1983–84, 1984–85, 1994–95
- 키커 랑리스테 : WK 4회, IK 16회

#### 명예
- 은월계잎장 : 2000
- 밤비 상 : 2002
- 하나우 시 명예 시민 : 2002
- 독일 연방 공화국 십자상 : 2002
- 노르트라인 베스트팔리아 공로장 : 2008
- AS 로마 명예의 전당 : 2014
- 슈포르트빌트 평생 공로상 : 2022
- DFL 명예상 : 2022